# Étienne II de Croatie
Étienne II de Croatie (en croate, Stjepan II), mort en 1091. Dernier roi de Croatie (1089-1091) de la dynastie des Trpimirović.
Après la mort sans héritier de Dmitar Zvonimir, Étienne II, fils de Castimir le frère cadet de Petar Krešimir IV, est sorti d'un monastère et monte sur le trône avec le titre de « roi des Croates et des Dalmates ». Mais il ne règne que deux ans avant de mourir de vieillesse. Ne laissant pas d'héritier, une guerre de succession suivit son décès.